# Cavillon
Cavillon és un municipi francès situat al departament del Somme i a la regió dels Alts de França. L'any 2007 tenia 109 habitants.

## Demografia

### Població

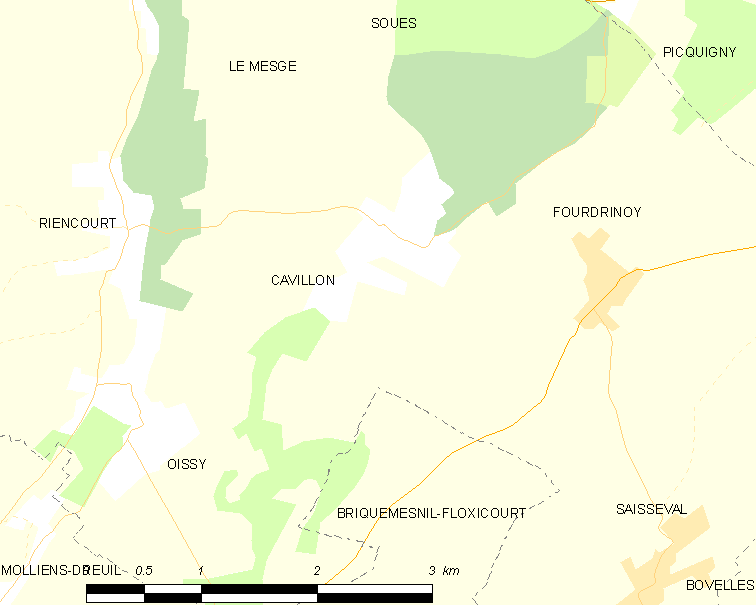

El 2007 la població de fet de Cavillon era de 109 persones. Hi havia 44 famílies de les quals 12 eren unipersonals (8 homes vivint sols i 4 dones vivint soles), 8 parelles sense fills, 20 parelles amb fills i 4 famílies monoparentals amb fills.
La població ha evolucionat segons el següent gràfic:
Habitants censats

### Habitatges
El 2007 hi havia 50 habitatges, 44 eren l'habitatge principal de la família, 3 eren segones residències i 3 estaven desocupats. Tots els 48 habitatges eren cases. Dels 44 habitatges principals, 34 estaven ocupats pels seus propietaris, 7 estaven llogats i ocupats pels llogaters i 2 estaven cedits a títol gratuït; 1 tenia dues cambres, 7 en tenien tres, 10 en tenien quatre i 25 en tenien cinc o més. 36 habitatges disposaven pel capbaix d'una plaça de pàrquing. A 17 habitatges hi havia un automòbil i a 20 n'hi havia dos o més.

### Piràmide de població

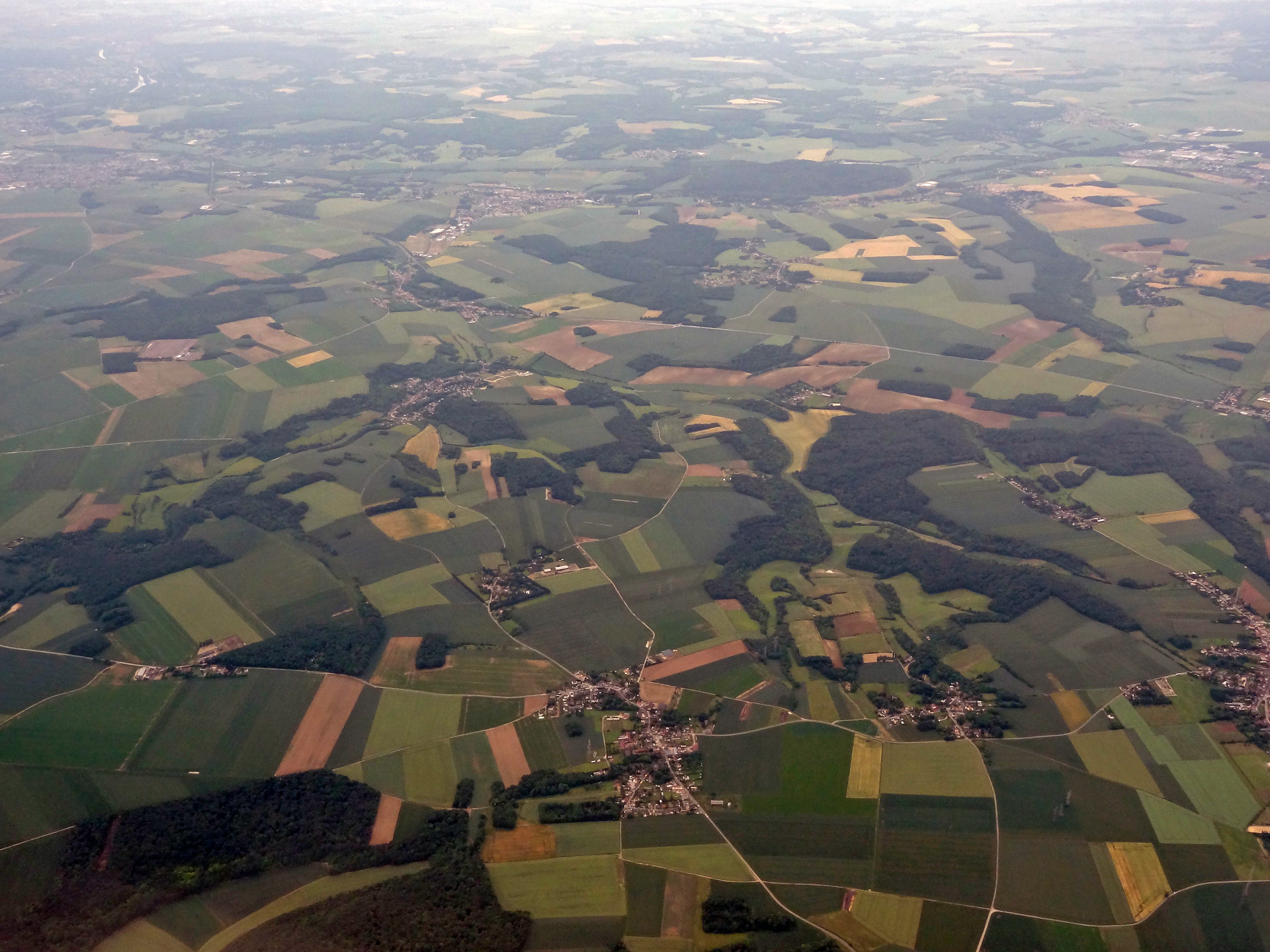

La piràmide de població per edats i sexe el 2009 era:
| Homes | Edats   | Dones |
| ----- | ------- | ----- |
| 0     | 95 o +  | 0     |
| 0     | 90 a 94 | 0     |
| 0     | 85 a 89 | 0     |
| 0     | 80 a 84 | 4     |
| 0     | 75 a 79 | 0     |
| 0     | 70 a 74 | 0     |
| 8     | 65 a 69 | 0     |
| 4     | 60 a 64 | 8     |
| 4     | 55 a 59 | 4     |
| 0     | 50 a 54 | 0     |
| 8     | 45 a 49 | 0     |
| 0     | 40 a 44 | 8     |
| 4     | 35 a 39 | 0     |
| 4     | 30 a 34 | 0     |
| 4     | 25 a 29 | 4     |
| 4     | 20 a 24 | 0     |
| 0     | 15 a 19 | 0     |
| 0     | 10 a 14 | 8     |
| 4     | 5 a 9   | 0     |
| 0     | 0 a 4   | 4     |

## Economia

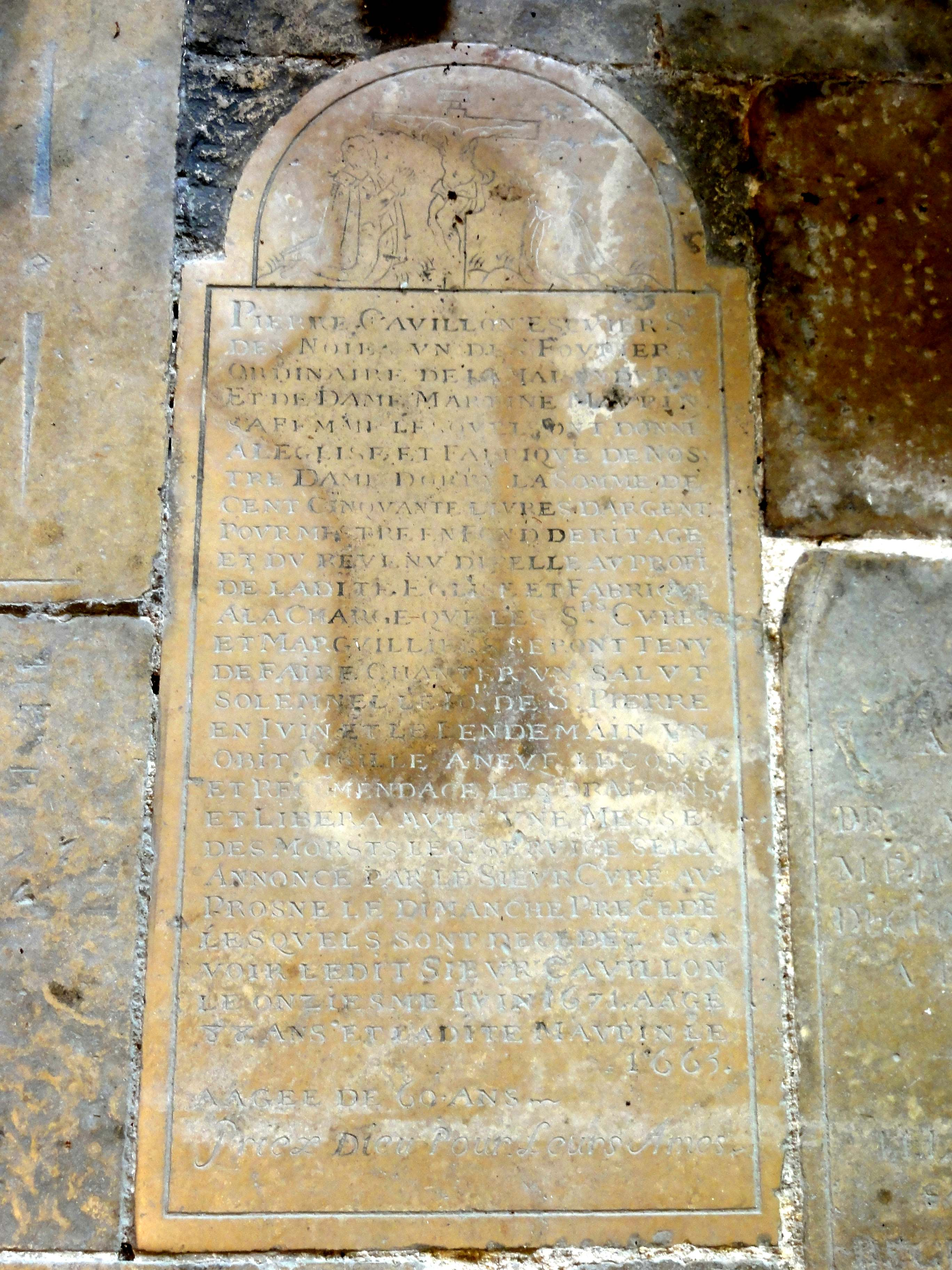

El 2007 la població en edat de treballar era de 71 persones, 52 eren actives i 19 eren inactives. De les 52 persones actives 46 estaven ocupades (27 homes i 19 dones) i 6 estaven aturades (1 home i 5 dones). De les 19 persones inactives 8 estaven jubilades, 3 estaven estudiant i 8 estaven classificades com a «altres inactius».
Activitats econòmiques
L'únic establiment que hi havia el 2007 era d'una empresa de construcció.
L'únic servei als particulars que hi havia el 2009 era un electricista.
L'any 2000 a Cavillon hi havia 11 explotacions agrícoles que ocupaven un total de 679 hectàrees.

## Poblacions més properes
El següent diagrama mostra les poblacions més properes.